# Lac de Charpal
Le lac de Charpal est un lac de retenue du barrage du Charpal. Il est situé dans le département de la Lozère au pied du truc de Fortunio, sur le plateau du Palais du Roi. Il est alimenté par la Colagne et sert d'alimentation en eau potable de la ville de Mende et ses alentours.

## Histoire
À l'issue de la Première Guerre mondiale, le Ministère de la Guerre a recherché des sites permettant le stockage de la poudre à canon confisquée aux Allemands, ainsi que les surplus français. Mandatée à cet effet, la poudrerie nationale de Toulouse choisit le site de Charpal, non habité, pour créer un dépôt de munitions sous-lacustre. C'est ainsi que l'on explique la construction entre 1923 et 1929 d'une ligne de chemin de fer d'une quinzaine de kilomètres destinée à acheminer dans un premier temps les matériaux nécessaires à la construction du barrage et, dans un second temps, les munitions à immerger. Le barrage est construit de 1925 à 1934, mais l'eau se révélant plus acide que prévu et provoquant des fuites dans la chaux produite sur place, deux brèches sont ouvertes dans le barrage afin de réduire de 25% la hauteur d'eau, afin de réduire le risque de rupture du barrage[pas clair]. Or, cette réduction de la hauteur d'eau ne permet plus la bonne réalisation du projet d'immersion de la poudre, le projet est alors abandonné et la ligne est déferrée en 1938.
Desservant la rive sud du lac au moyen d'une bifurcation de la ligne transversale lozérienne à hauteur du hameau de Larzalier (commune d'Allenc), elle aurait été l'une des lignes les plus hautes de France. Une partie des emprises est aujourd'hui un point de passage du GR 43. Outre divers déblais et remblais, les principaux indices encore visibles de cette ligne sont le poste d'aiguillage de Larzalier et la maison de garde-barrière sur la N 88, à hauteur du col de la Pierre Plantée – deux bâtiments partiellement en ruine,.
En 1942, l'État Français cède les terrains expropriés aux Eaux et Forêts afin d'assurer le reboisement des abords du barrage; puis, en 1946, la ville de Mende devient propriétaire du barrage et l'adapte afin de l'utiliser pour l'alimentation en eau potable. Les brèches du barrage sont comblées lors de travaux en 1992, avec injection de béton permettant d'obtenir l'étanchéité nécessaire au projet initial.

## Activités de loisir
Le pourtour du lac a été aménagé pour la balade touristique, offrant ainsi aux marcheurs une boucle de 8,7 kilomètres, où certaines portions se font sur des ponts en bois (caillebotis) qui permettent de traverser les zones de tourbières sur des longueurs de plusieurs centaines de mètres. Cet aménagement a été réalisé par la communauté de communes de la Haute Vallée d'Olt.
Mais la popularité du lac lui vient du fait qu'il est le plus grand lac de pêche au brochet no-kill de France. Le site est également très dépaysant du fait des grandes étendues boisées qui entourent le lac et qui confèrent à l'ensemble une ambiance très canadienne. 
Si le Paddle et les petits bateaux sont autorisés, le kayak est autorisé dans l'Arrêté n°91_0765 du 21 juin 1991 (page 4) et le camping est interdit.

## Géologie
Le lac de Charpal se situe à 1 326 m d'altitude, sur le socle granitique du  plateau du Palais-du-Roi, dépendance Sud du massif de la Margeride, dans un secteur affaissé entre des failles par rapport aux sommets granitiques qui le dominent (1 553 m). En effet, on observe aux appuis du barrage un grès arkosique (feldspathique) assez grossier qui contient des fragments fossiles de végétaux. Cet affleurement est, de façon classique, attribué au Rhétien, dernier étage du Trias - où l'on rencontre un faciès analogue une dizaine de km à l'Est, dans la série triaco-jurassique du Causse de Montbel. Mais on trouve aussi ce genre de faciès dans de petits bassins tertiaires tels celui du Malzieu, lui aussi relativement proche mais au Nord-ouest. L'âge réel de l'arkose de Charpal pourrait être déterminé en étudiant les restes végétaux qu'elle contient.
Les rochers qui affleurent dans les tourbières sont du granit.

## Écologie
Le pourtour du lac est recensé depuis 2002 parmi les sites d'importance communautaire (SIC) du Réseau Natura 2000, en raison de la concentration exceptionnelle de tourbières qu'il abrite. La Loutre d'Europe (Lutra lutra) est par ailleurs présente sur le site grâce à la qualité de l'eau du lac. La forêt dense autour du lac est essentiellement composée de résineux : pins et épicéas.

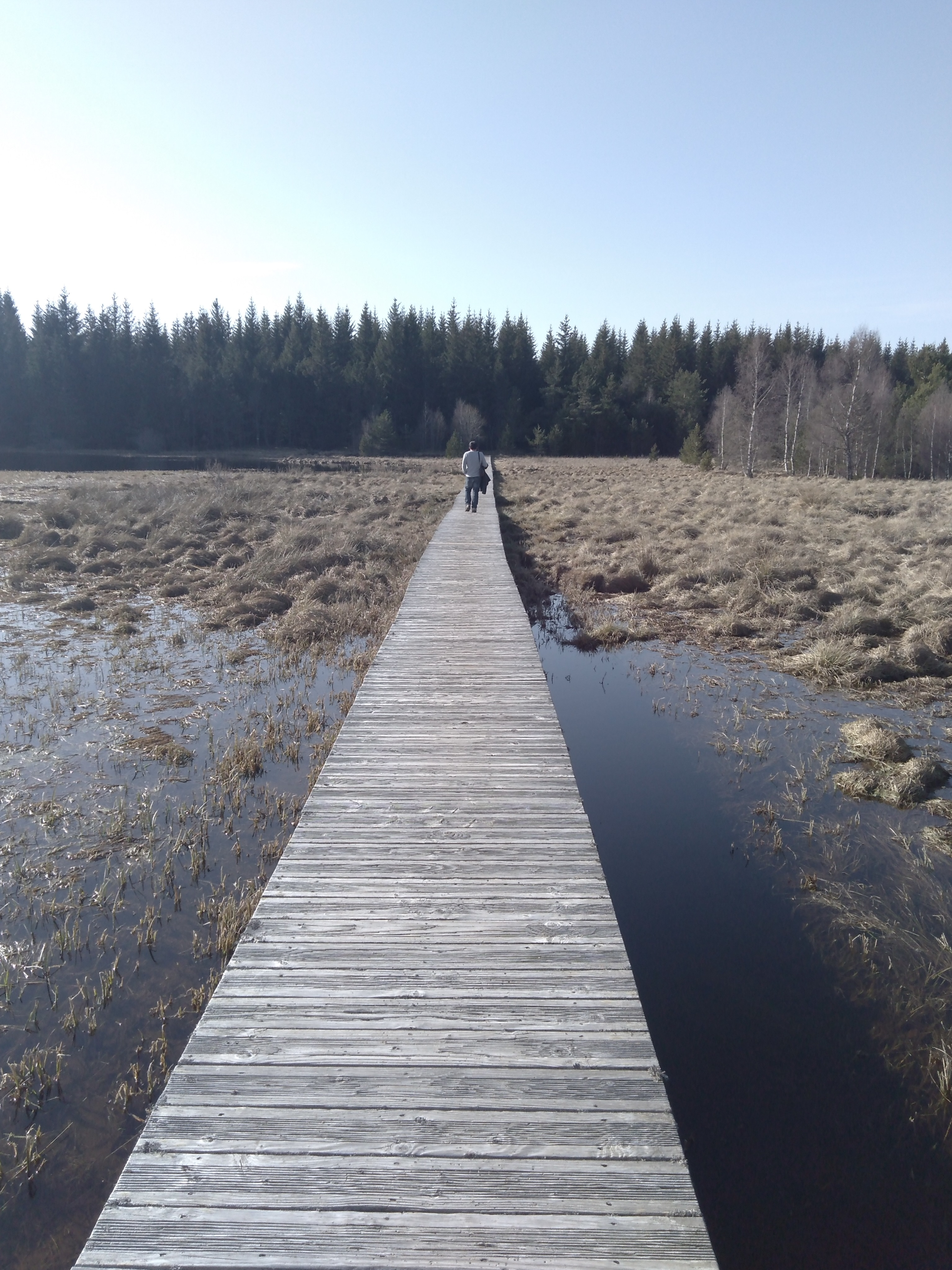
Pont de bois sur tourbière (sentier du tour du lac).
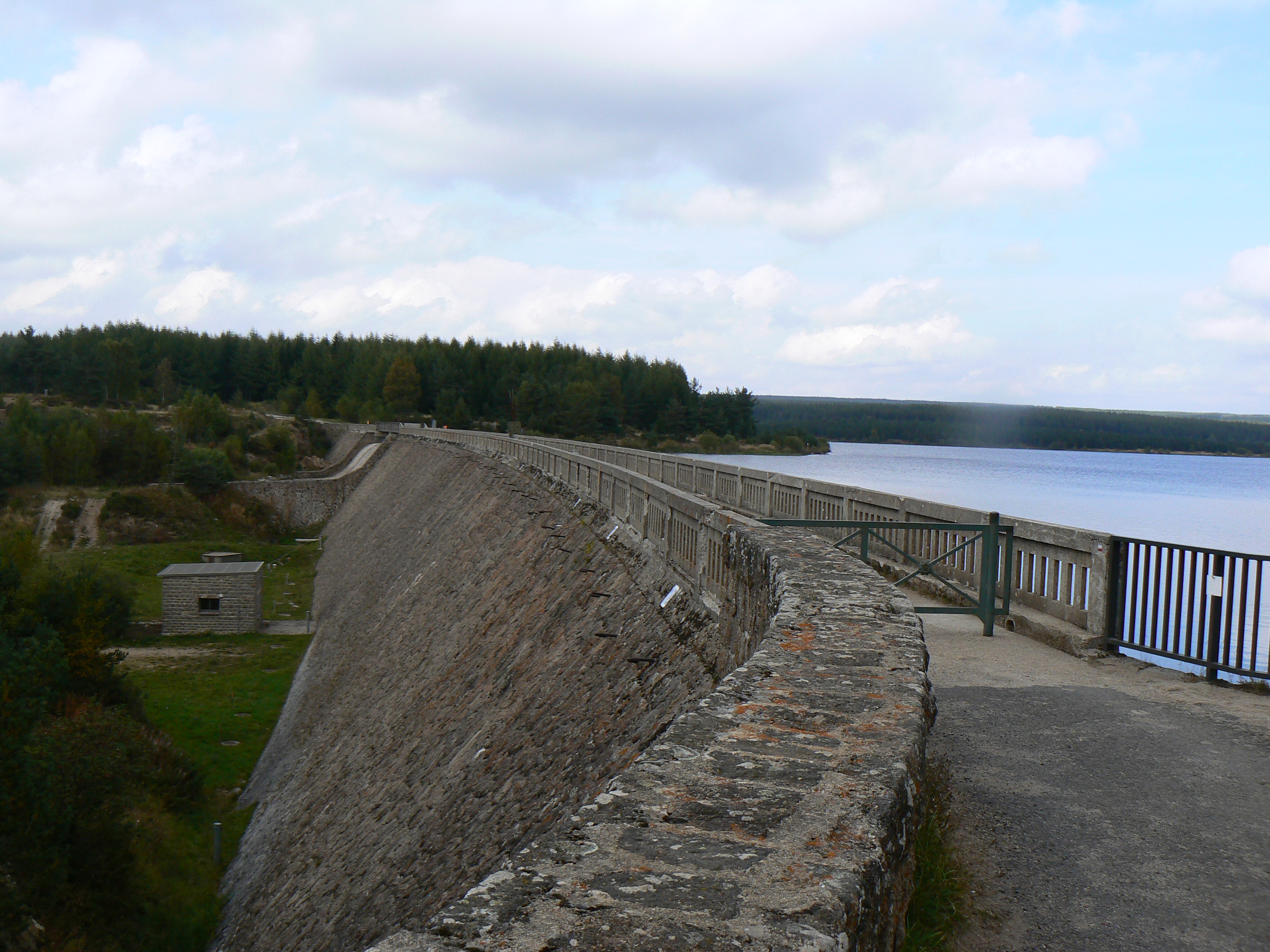
Barrage de Charpal.
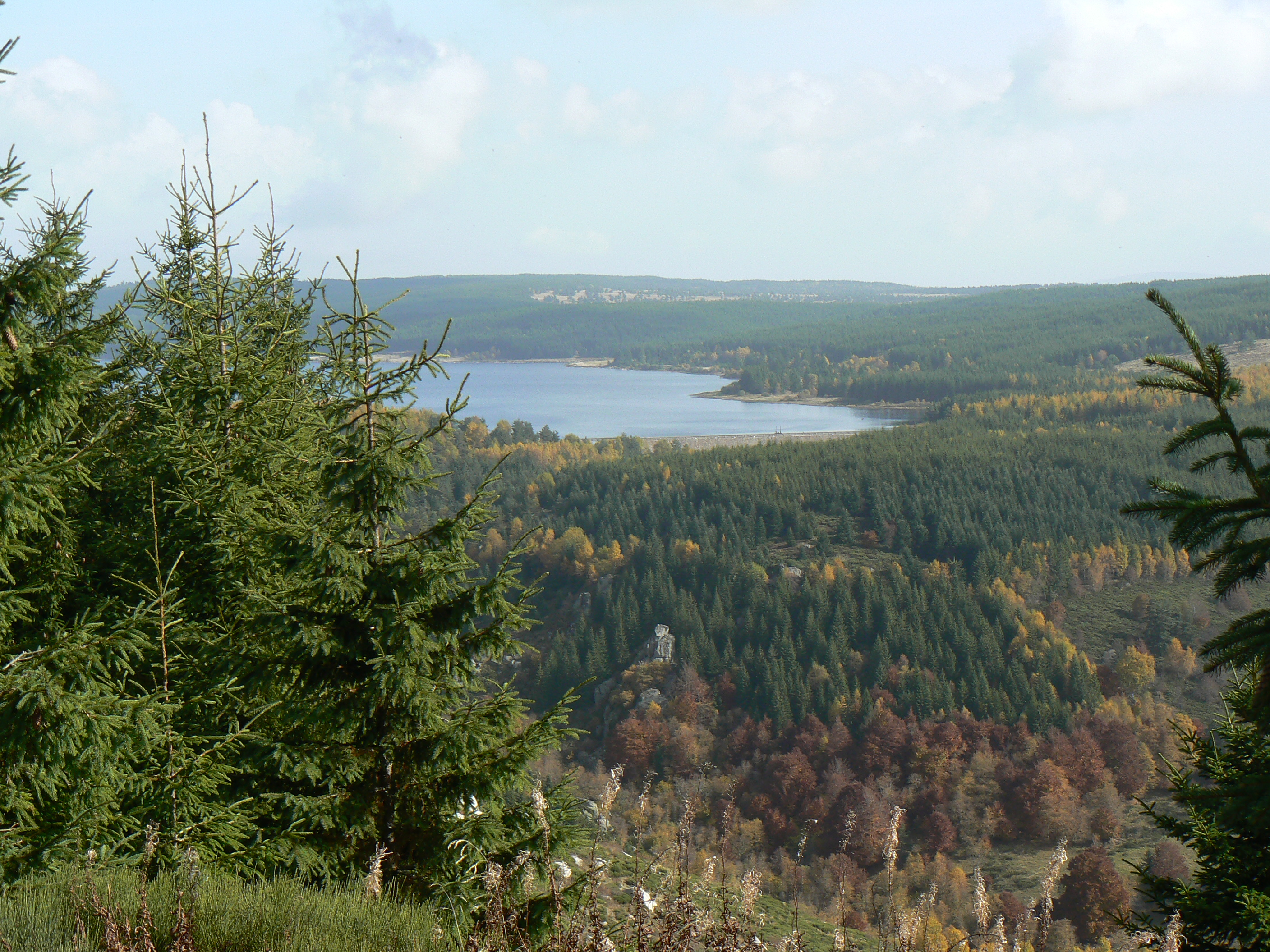
Vue générale du lac.
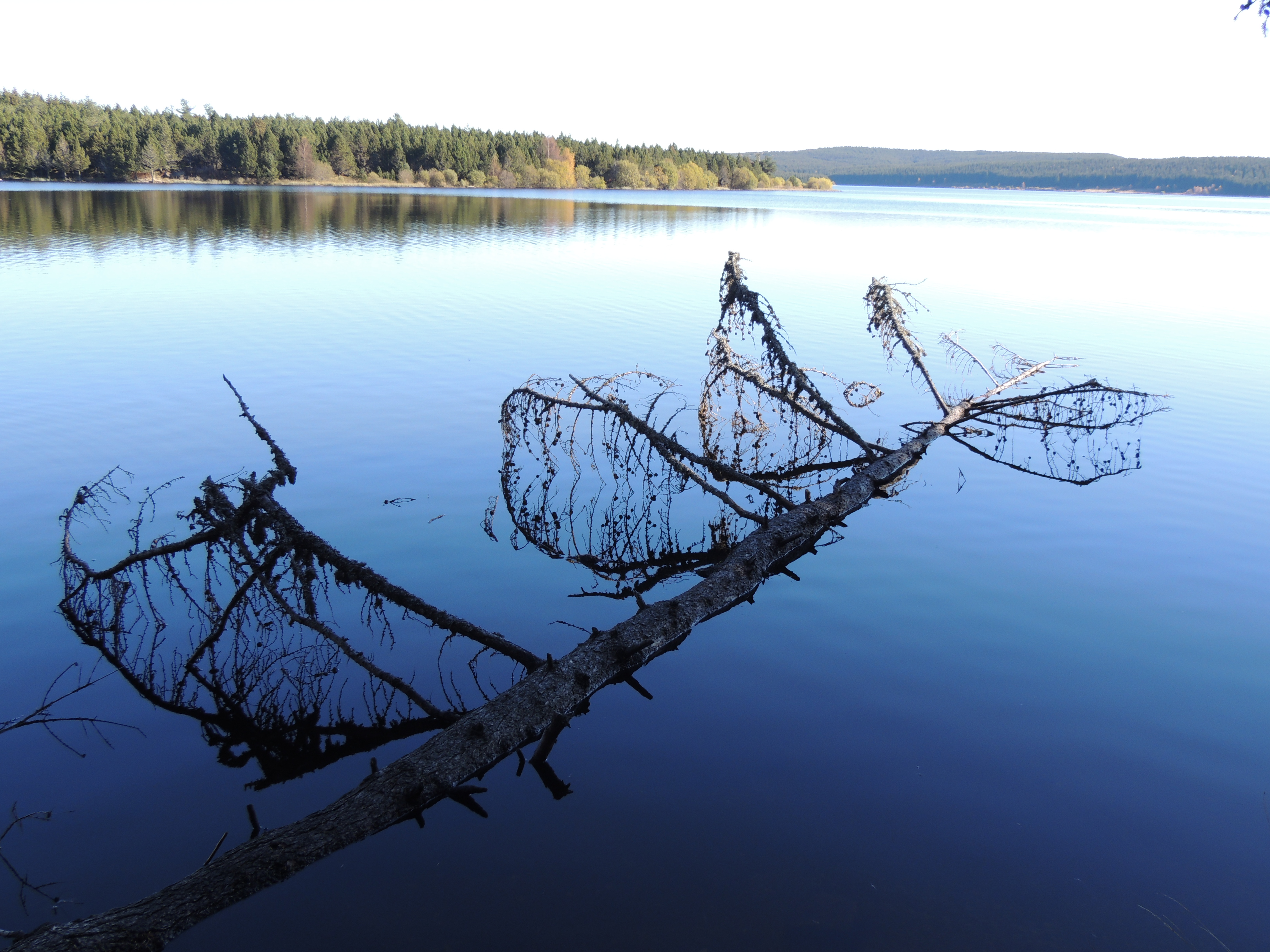
Le lac de Charpal en automne (Lozère).
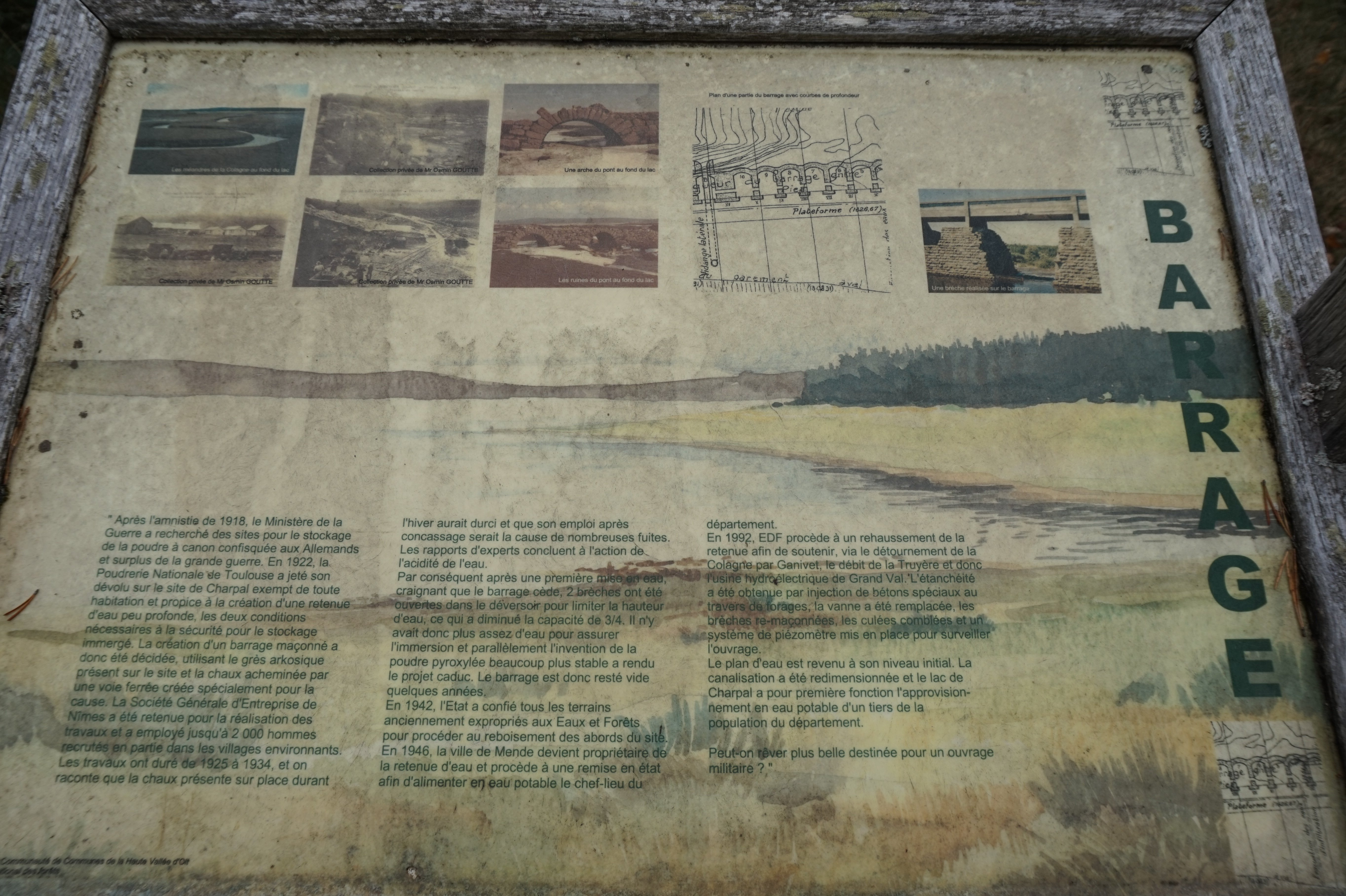
Panneau d'information sur l'histoire du lac, à proximité du barrage.

## Sources et références
1. ↑  « Carte IGN classique » sur Géoportail.
2. ↑  (fr) Charpal : chronique d'un embranchement militaire (R. David)
3. ↑    - Romain David, « À la recherche de l'embranchement militaire de Charpal », dans Connaissance du Rail  (ISSN 0222-4844), n°328-329 (septembre-octobre 2008)
4. ↑  (fr) présentation
5. ↑  Le plateau de Charpal sur le site du Réseau Natura 2000.